# Dave Dobbyn
David Joseph Dobbyn (nascido em 3 de janeiro de 1957) é um músico, cantor, compositor e produtor musical da Nova Zelândia. No início de sua carreira, ele era membro do grupo de rock Th' Dudes e foi a principal força criativa da banda pop DD Smash. Desde então, ele lançou a maioria de suas gravações como artista solo.

## Primeiros anos
Dave Dobbyn nasceu em 3 de janeiro de 1957 na área da classe trabalhadora de Glen Innes, Auckland, o terceiro de cinco filhos do motorista de ônibus de turismo Terry Dobbyn e Molly. Ele foi influenciado pela música desde tenra idade, desde as músicas irlandesas que seu pai ouvia, até a música da igreja do outro lado da estrada, até as várias estações de rádio que ele conseguiu captar no radiograma da família. Enquanto sua família tinha um piano em casa, ele era o único membro a não receber aulas de piano. Ele, junto com seus três irmãos, frequentou a faculdade católica local Sacred Heart College, onde conheceria Ian Morris e Peter Urlich. Enquanto o Sagrado Coração incentivava ativamente a música, Dobbyn era tímido demais para se envolver, e ao terminar o colegial trabalhou nove meses como caixa bancário e se tentou duas vezes entrar na faculdade de professores, até ser aceito na segunda tentativa. Quando ele começou a faculdade de professores, Morris e Urlich foram convidados a se juntar à banda que se tornaria o Th' Dudes.

## Carreira musical

### Th' Dudes (1975-80)
O primeiro sucesso de Dobbyn veio com a banda de rock Th' Dudes, na qual ele se juntou como guitarrista. Depois de se apresentar com a banda por um ano, Dobbyn deixou a faculdade de professores para se concentrar na banda em tempo integral. Dobbyn sofreu um susto externo no palco e tocou performances iniciais com os olhos fechados. No entanto, ele assumiu o papel de vocalista da música "Be Mine Tonight" (1978). A música recebeu o prêmio de single do ano em 1979 na Nova Zelândia e levou muitos críticos a vê-lo como a estrela da banda.

### DD Smash (1980–86)
Depois que a Th' Dudes se separou em 1980, Dobbyn formou o grupo de pop DD Smash. O primeiro lançamento da banda foi o single "Lipstick Power", seguido de "Bull by the Horns" (1981), sobre Dobbyn superando o medo de palco que às vezes experimentava enquanto tocava com o Th' Dudes. Seu primeiro álbum, Cool Bananas (1982), estreou nas paradas da Nova Zelândia no número um.
Depois de Treavaun, DD smash lançou Deep in the Heart of Taxes (1983), um álbum gravado ao vivo no popular local dos anos 80 de Auckland, Mainstreet. O álbum final, The Optimist (1984), embora pareça mais sombrio em termos de produção do que o seu antecessor, mostrou sinais de comprometimento com o som dominante comercial, blue-eyed soul flexionado, som synth-pop da era pós-new wave da música britânica e australiana que estava inundando as paradas da Nova Zelândia na época. Dobbyn aparentemente estava de olho no mercado australiano mais amplo e não demorou muito para que ele atingisse o piso número um lá.[carece de fontes?]

## Discografia

### Com Th' Dudes
- Right First Time (1979) Key
- Where Are The Boys? (1980) Key
- So You Wanna Be A Rock'n'Roll Star (1980) Key
- Where Are the Girls?: Th' Definitive Collection (2001) Festival Mushroom Records
- Pubs, Parks, Theatres, Clubs, Church Halls, Gardens, Lounges & Band Rotundas (2006)
- 2006 Reunion Tour Live (2006)

### Com DD Smash
- Cool Bananas (1982) Mushroom
- Live: Deep in the Heart of Taxes (1983) Mushroom
- The Optimist (1984) Mushroom

## Prêmios e nomeações
Dobbyn recebeu inúmeros prêmios musicais do New Zealand Music Awards e do APRA Silver Scroll Awards. No Ano Novo de 2003, ele foi nomeado oficial da Ordem de Mérito da Nova Zelândia, por serviços musicais.

### Prêmios RIANZ
O New Zealand Music Awards é concedido anualmente pelo RIANZ na Nova Zelândia. Em 2012, Dobbyn ganhou 22 prêmios.

### Prêmios APRA
Desde 2013, Dobbyn ganhou 4 prêmios Silver Scroll. Ele recebeu um prêmio Lifetime Achievement em 2001 no NZ Music Awards. Desde 2013, ele é o único músico a ganhar o prêmio Silver Scroll três vezes (1987, 1993, 1998). Em 2013, foi anunciado que ele se tornaria o 13.º participante do Salão da Fama da Nova Zelândia.

## Vida pessoal
Dobbyn conheceu sua esposa Anneliesje em um show do Whangamata Dudes New Years e se casou com ela em 1983.